# Les Saltimbanques
Les Saltimbanques (títol original en francès; en català, Els acròbates) és una opéra-comique en tres actes amb música de Louis Ganne i llibret en francès de Maurice Ordonneau. Es va estrenar el 30 de desembre de 1899 en el Théâtre de la Gaîté de París. En el tercer acte un ballet titulat Els Bohemiennes va ser ballat per Julia Duval, Briant, les dones del cos de ballet i un grup d'acròbates, Els Manzoni.
Fou un triomf i aviat es va arribar a l'actuació centèsima. Es va comparar la història de l'infant recollit per un grup d'artistes d'un circ ambulant amb l'òpera Mignon d'Ambroise Thomas, un gran èxit de l'Opéra-Comique.

## Discografia
- Els saltimbanques - Mady Mesplé, Éliane Lublin, Raymond Amade, Dominique Tirmont, Claude Calès, Jean-Christophe Benoit - Cors René Duclos, Orquestra de la Association donis Concerts Lamoureux, Jean-Pierre Marty - EMI Classics, 1968.
- Els saltimbanques - Janine Micheau, Michel Roux, Robert Massard, Genevieve Moizan, Pierre Dervaux - Accord 465868-2